# Humberto I da Itália
Humberto I (em italiano: Umberto Rainerio Carlo Vittorio Emanuele Giovanni Maria Ferdinando Eugenio di Savoia; Turim, 14 de março de 1844 – Monza, 29 de julho de 1900) foi o Rei da Itália de 1878 até seu assassinato. Era o filho homem mais velho do rei Vítor Emanuel II e sua esposa a arquiduquesa Adelaide da Áustria.
Humberto aprovou em 1882 a Tríplice Aliança com o Império Alemão e a Áustria-Hungria. Seu reinado também viu a expansão colonial do Reino da Itália para o Chifre da África, conquistando os territórios da Eritreia e da Somália, mesmo sendo derrotada pelo Império Etíope em 1896 na Batalha de Adwa.
O rei era muito criticado e desprezado pelos círculos esquerdistas devido seu apoio ao Massacre de Bava-Beccaris em Milão. Ele também era odiado pelos anarquistas, que realizaram uma tentativa de assassinato logo no primeiro ano de seu reinado. Humberto foi morto na segunda tentativa em 1900 por Gaetano Bresci.

## Família
Humberto era o segundo filho (primeiro varão) do rei Vítor Emanuel II e da arquiduquesa Adelaide da Áustria. Seus avós paternos foram o rei Carlos Alberto da Sardenha e Maria Teresa da Áustria; e seus avós maternos foram Rainer José da Áustria e Isabel de Saboia. Entre seus irmãos estavam o rei Amadeu I de Espanha e Maria Pia de Saboia.

## Primeiros anos
Desde a infância, Humberto teve uma formação essencialmente militar, tendo como tutores Massimo d'Azeglio, Pasquale Stanislao Mancini  e o general Giuseppe Rossi, que formou o caráter e as ideias que sustentou durante seu reinado.

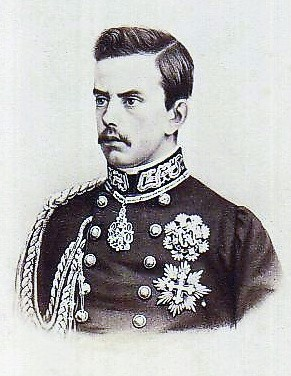
O príncipe Humberto à época de seu casamento

Iniciou a carreira militar propriamente dita em 1858, com a patente de capitão. Participou da Segunda Guerra de Independência Italiana — distinguindo-se na Batalha de Solferino, em 1859 — e da Terceira Guerra de Independência Italiana — onde, como comandante da XVI Divisão, teve importante atuação no conflito de Villafranca di Verona, em 24 de junho de 1866, na sequência da Derrota de Custoza.
Devido à revolta causada pelos Saboia em uma série de outras casas reais (as italianas e outras relacionadas a elas, como os Bourbon de Espanha e França) em 1859-1860, apenas uma pequena parcela da realeza estava disposta a estabelecer relações com a família reinante do recém-criado Reino da Itália, o que tornou a procura por uma noiva real para os filhos de Vítor Emanuel II uma tarefa bastante difícil. O conflito da família com a Igreja Católica após a anexação dos Estados Pontifícios dificultou ainda mais as negociações de casamento com pretendentes católicas.
Inicialmente, acertou-se o casamento de Humberto com a arquiduquesa Matilde de Áustria-Teschen, descendente de um ramo colateral da Casa de Habsburgo. No entanto, a arquiduquesa morreu aos dezoito anos de idade, vítima de um trágico acidente. O príncipe-herdeiro acabou casando-se com a princesa Margarida de Saboia, sua prima em primeiro grau, em 21 de abril de 1868. Margarida foi uma das raras princesas, entre todas as casas reais da Europa, com disponibilidade para contrair matrimônio com um membro da desprezada família Saboia (da qual ela também fazia parte). O casal teve um único filho, o futuro Vítor Emanuel III.

## Reinado
Ascendeu ao trono com a morte do pai, em 9 de janeiro de 1878. O novo rei adotou o título de "Humberto I da Itália", em vez de "Humberto IV" (de Saboia), e permitiu que os restos mortais de Vítor Emanuel II fossem sepultados no Panteão de Roma, em vez da cripta real da Basílica de Superga, reforçando a ideia de uma Itália unificada.

### Primeira tentativa de assassinato

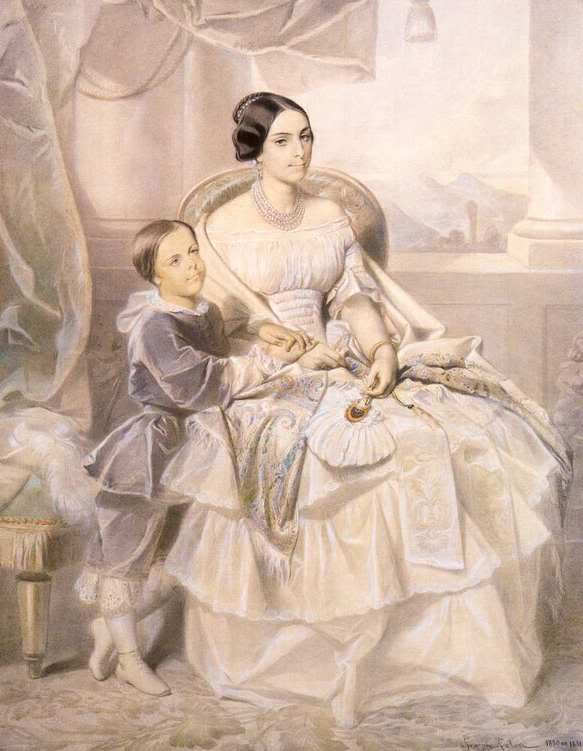
O príncipe-herdeiro Humberto com sua mãe, a rainha Adelaide, em ilustração da década de 1850

Durante uma viagem a Nápoles, em 17 de novembro de 1878, Humberto desfilava num carro aberto acompanhado do primeiro-ministro Benedetto Cairoli quando foi atacado pelo anarquista Giovanni Passannante. O rei repeliu o golpe com seu sabre, mas Cairoli, ao tentar defendê-lo, foi gravemente ferido na coxa. O pretenso assassino foi condenado à morte, embora a lei só permitisse tal condenação em caso de morte do rei. Humberto comutou a sentença em trabalhos forçados perpétuos, que Passanante cumpriu numa cela de apenas 1,4 metros de altura, sem saneamento e com 18 quilos de correntes em seu corpo. O anarquista viria a morrer em uma instituição psiquiátrica.

### Política externa
Na política externa, Humberto I aprovou a Tríplice Aliança com a Áustria-Hungria e a Alemanha, visitando Viena e Berlim diversas vezes. Muitos na Itália, no entanto, desaprovavam e viam com hostilidade uma aliança com seus antigos inimigos austríacos, que ainda ocupavam áreas reivindicadas pela Itália.
Humberto também foi favorável à política de expansão colonial iniciada em 1885 com a ocupação de Massaua, na Eritreia, e da Somália. Humberto I aspirava um vasto império no nordeste da África, mas sofreu uma desastrosa derrota na Batalha de Adwa, na Etiópia, em 1 de março de 1896.
No verão de 1900, as forças italianas, que compunham a Aliança das Oito Nações, participaram do Levante dos Boxers, na China imperial. Através do Protocolo de Boxer, assinado após a morte de Humberto, o Reino da Itália recebeu a concessão do território de Tianjin, no nordeste da China.
Nas relações com a Santa Sé, Humberto declarou, em um telegrama de 1886, Roma "intocável" e afirmou a permanência da posse italiana da "Cidade Eterna".

### Desordem
O reinado de Humberto I corresponde a uma época de revolução social, embora fosse afirmado mais tarde que tenha sido uma tranquila belle époque. Tensões sociais decorrentes da ocupação relativamente recente do Reino das Duas Sicílias, a disseminação de ideias socialistas, a hostilidade do povo em relação aos planos colonialistas de vários gabinetes — especialmente o de Francesco Crispi — e a repressão às liberdades civis. Em 22 de abril de 1897, Humberto I foi atacado novamente, por Pietro Acciarito um ferreiro desempregado, que tentou esfaqueá-lo perto de Roma.

### Massacre de Bava Beccaris
O rei foi duramente criticado pela oposição socialista e anarquista-republicana por ter concedido a grã-cruz da Ordem Militar de Saboia ao general Fiorenzo Bava Beccaris que, em 7 de maio de 1898, ordenou o uso de canhões contra a multidão que participava do chamado "Motim de Milão" (também conhecido como o "protesto do estômago"), uma manifestação popular provocada pela grande alta no custo dos cereais. Sob as ordens de Bava Beccaris, o exército protagonizou um massacre com pelo menos uma centena de mortos e mais de 500 feridos, segundo estimativas da polícia da época.
Após os eventos em Milão, o governo do general Luigi Pelloux tomou um rumo autoritário, preparando-se para dissolver as organizações socialistas e radicais católicas e limitar a liberdade de imprensa e de reunião. Esta atitude, no entanto, foi vetada pelo parlamento, onde os socialistas conseguiram forçar Pelloux a dissolver o governo e convocar novas eleições, com avanço acentuado da esquerda.
Pelloux renunciou e Humberto I, em respeito à legislação vigente, nomeou Giuseppe Saracco como presidente do conselho de ministros, que deu início a uma política de reconciliação nacional. A concessão da condecoração ao general Bava Beccaris foi a causa do último e fatal ataque ao monarca, por Gaetano Bresci.

### Morte
Em 29 de julho de 1900, Humberto I foi convidado a Monza para participar de uma cerimônia de entrega de prêmios organizada pela Società Ginnastica Monzese Forti e Liberi, evento que contou com equipes de atletas de Trento e Trieste. Embora ele costumasse usar uma cota de malha de proteção sob a camisa, decidiu não usá-la naquele dia em virtude do calor, atitude que contrariava as instruções de seus agentes de segurança. Entre os populares que o saudavam também se encontrava Gaetano Bresci, com um revólver no bolso.
O rei permaneceu no local por cerca de uma hora e, segundo testemunhas, estava de bom humor: Entre esses jovens inteligentes me sinto rejuvenescido, teria declarado. Ele decidiu retornar ao palácio da Villa Reale di Monza por volta das 22h30, caminhando entre a multidão e a banda de música, que iniciava a Marcha Real.
Aproveitando-se da confusão, Bresci postou-se à frente do rei e disparou três tiros. Humberto, baleado no ombro, pulmão e coração, dirigiu-se ao general Ponzio Vaglia: Vamos, eu acho que estou ferido!
Logo após, a polícia prendeu Bresci (que não ofereceu nenhuma resistência), livrando-o do linchamento pela multidão. Enquanto isso, a carruagem chegava à Villa Reale onde a rainha, já avisada do ocorrido gritava: Façam algo, salvem o rei! Mas nada mais podia ser feito, o rei já estava morto.
Seu corpo foi sepultado no Panteão de Roma, em 13 de agosto. Bresci foi julgado e condenado a prisão perpétua em 29 de agosto, porque a pena de morte já tinha sido abolida em 1889. Bresci suicidou-se ou poderá ter sido assassinado pelos guardas da prisão em 22 de maio de 1901.

## Honrarias
Italianas
 Grão-Mestre da Ordem da Anunciação
 Grão-Mestre da Ordem Militar da Itália
 Grão-Mestre da Ordem dos Santos Maurício e Lázaro
 Grão-Mestre da Ordem da Coroa da Itália
 Grão-Mestre da Ordem Civil de Saboia
 Medalha de Ouro ao Valor Militar
 Medalha Comemorativa da Unidade Italiana
 Medalha Comemorativa da Campanha da Guerra da Independência
Estrangeiras
 Cavaleiro da Ordem da Águia Negra
 Cavaleiro da Ordem da Jarreteira
 Cavaleiro da Ordem do Tosão de Ouro